# Totum pro parte
Totum pro parte és una locució llatina i significa "(prendre) el tot d'una banda", es refereix a una forma de sinècdoque. Quan s'utilitza dins d'un context lingüístic, significa que alguna cosa deu el seu nom a alguna cosa que és només una part (o només una característica limitada, i en si mateixa no necessàriament representativa del tot).  Pars pro toto  (en què una part s'utilitza per descriure el tot) és el contrari d'una instància de totum pro parte.